# 사와다 타이지
사와다 타이지 (沢田泰司, 1966년 7월 12일 ~ 2011년 7월 17일)는 일본의 베이시스트이다. 일본 지바현 이치카와시에서 태어났다. 엑스 활동 시절 타이지(TAIJI)라는 이름으로 활동했지만, 그의 음악인생 중 대부분은 그의 본명인 사와다 타이지로 활동했다.

## 엑스에서의 활동
엑스에 1985년에 가입했으나 중도에 탈퇴했다가 1986년부터 1992년까지 지속적으로 활동했다. 인디즈 시절의 엑스멤버들의 의상을 직접 제작 하거나, 토시의 헤어 스타일도 그가 고안하기도 했었다. 주로 베이시스트로 활동했었으나, 앨범 《Jealousy》의 곡 〈Voiceless Screaming〉에서는 본인이 나일론 스트링 기타를 연주 하기도 했다. 또한 대부분의 곡에 편곡을 담당했다. 베이스 연주실력이 매우 뛰어났으며 타이지 탈퇴 전 엑스(이하 엑스재팬)의 명곡이란 명곡들은 모두 다이지의 편곡이 없었다면 탄생하지 못할 곡들이다. 또한 작곡에도 상당한 소질을 보였었다. 그는 요시키에게 편중 된 수익 분배에 불만을 품고 공정한 배분을 주장했었으나, 거절 당하고 결국 1992년 도쿄돔에서 열린《파멸을 향하여》를 끝으로 수익금 분배 문제와 음악성의 차이의 이유로 엑스에서 해고됐다.

## 엑스 이후의 활동
1992년 4월 라우드니스에 가입하지만 1993년 11월 라우드니스를 탈퇴하고 1994년 D.T.R에 가입한다. 1996년 D.T.R은 사실상의 활동을 휴지하게 되며, 2000년에는 클라우드 나인을 결성한다. 2001년에 그 밴드에서 탈퇴했으며, 클라우드 나인에서 2007년 10월부터 한시적으로 활동했고, 2009년부터는 The Killing Red Addiction, TSP, TAIJI with HEAVEN'S을 결성해 활동하였다.

## 엑스 탈퇴 이후의 인생
엑스의 탈퇴 이후에 그의 인생이 망가져 가기는 했지만, 특히 D.T.R의 활동 휴지 전후의 다이지의 인생은 더욱 더 비참해져 갔다. 일도 능숙하게 하지 못하게 되고, 정신적으로나 경제적으로나 힘든 생활을 보내게 되었다. 결국 아내와도 이혼을 하고 양육권까지 모두 박탈당하고 집을 나오게 된 타이지는 우에노 공원에서 노숙자로서 생활하기까지 된다. 그 후, 친어머니로부터의 도움으로 새로운 생활을 시작하지만, 정신적으로 불안정한 상태가 유지 된다.
그 후에도 과음으로 간이 상하거나 정신병에 걸려 입원하는 등의 상태가 계속 된다. 그 후로 거의 정신적인 질병은 발병하지 않지만, 오토바이 사고로 인해, 평생 다리를 절게 되고 심신 모두 만신창이가 되어 버린다. 하지만, 그 후로는 음악을 연주 할 수 있는 상태까지 심신을 회복해, 몸에 부담을 갖지 않는 정도의 선에서 음악 활동을 계속하였다.

## 사망
2011년 7월 16일 사이판으로 향하는 기내에서 매니저와 말다툼 중 난동을 부리다 현지 경찰에 체포되었다. (현지 경찰 및 매니저 주장) 유치장 수감 도중에 침대 시트를 이용하여 자살을 시도했으나, 병원으로 이송되어 생명에는 지장이 없다는 소식이 타이지의 휴대폰을 이용해 일본으로 메일이 보내졌으나, 매니저가 타이지의 휴대폰으로 타이지인 척하고 보낸 메일임이 뒤늦게 밝혀졌다. 다음날인 7월 17일 타이지의 사망이 공식 확인됐다. 향년 46세. 그 밖에도 타이지 공식 홈페이지에 누군가가 타이지의 모친인 척하고 글을 올리기도 하였고, 자살에 따른 상흔이 없고 오히려 얼굴은 부어있고 입가에 테이프 자국이 있었다는 약혼녀의 주장이 있다. 현재 그의 의문사의 진상을 밝히려는 운동 이 진행 중이다.

## 디스코그래피
- Live! (1985년7월/DEMENTIA)
- Skull Thrash Zone (1987년2월/옴니버스)
- Vanishing Vision (1988년4월/X)
- The Innergates (1989년/개인 참가)
- BLUE BLOOD (1989년4월/X)
- Jealousy (1991년7월/X)
- LOUDNESS 1992년6월/LOUDNESS)
- Once And For All (1994년/LOUDNESS)
- Dirty Trashroad (1994년7월/D.T.R)
- Dirty Trashroad Acoustic (1994년7월/D.T.R)
- Daring Tribal Roar (1995년5월/D.T.R)
- Kings (1995년11월)
- Drive To Revolution (1996년8월/D.T.R)
- Cozy Powell Forever (1998년9월/헌정 앨범)
- 1st Demonstration (2001년2월/Cloud Nine)
- 音風(오토카제) (2004년/音風(오토카제))
- TAIJI with HEAVEN'S (2010년3월/TAIJI with HEAVEN'S)

## 출연 작품
- 위 아 엑스

## 같이 보기
- 엑스 재팬
- 요시키
- 토시
- 히데
- 파타
- 히스
- 라우드니스
- D.T.R
- 클라우드 나인
- The Killing Red Addiction
- TSP
- TAIJI with HEAVEN'S